# Aphaneramma
Aphaneramma es un género extinto de temnospóndilos que vivieron a finales del período Triásico, en lo que hoy es Australia, Sudáfrica y Pakistán. Se asemejaban a un cocodrilo y tenían una longitud de 60 cm. Su mandíbula era muy larga, a diferencia del gavial, de pequeños dientes.